# The Bobbettes
The Bobbettes (Бобе́тс) — американская женская вокальная группа.
Наиболее известна по своему хиту 1957 года «Mr. Lee» (6 место в Top 100 и четыре недели на 1 месте R&B-чарта журнала «Билборд»). Интересно, что участницам на момент выхода песни было по 11—13 лет, и песню они написала сами про учителя пятых классов мистера Ли, который им не нравился. В оригинальной версии они над ним насмехались, но потом по совету лейбла звукозаписи текст переписали. (В известной всем версии поющему учитель нравится. Так, например, строчка «Он самый четырёхглазый учитель, которого мы когда-либо видели» стала звучать как «Он самый красивый учитель, которого я когда-либо видела.»
Считается, что The Bobbettes были первой женской ритм-энд-блюзовой группой, добившейся большого успеха в основном песенном чарте «Билборда» (а не только в специализированном ритм-энд-блюзовом), и что именно с них берёт отсчёт будущая огромная популярность гёрл-групп.

## Состав
- Дженни Пот (англ. Jannie Pought, годы жизни 1945—1980)
- Эмма Пот (англ. Emma Pought, род. 1942)
- Ризер Диксон (англ. Reather Dixon, 1945—2014)
- Лора Уэбб (англ. Laura Webb, 1941—2001)
- Хелен Гезерс (англ. Helen Gathers, 1942—2011)

## Синглы
| Год  | Название                    | Чарты |
| Год  | Название                    | US    |
| ---- | --------------------------- | ----- |
| 1957 | «Mr. Lee»[A]                | 6     |
| 1960 | «I Shot Mr. Lee»            | 52    |
| 1960 | «Have Mercy Baby»           | 66    |
| 1960 | «Dance With Me Georgie»     | 95    |
| 1960 | «Mr. Johnny Q»              | 120   |
| 1960 | «I Don't Like It Like That» | 72    |

- A Также достигла 1 места в R&B-чарте «Билборда».